# Shin'ya Nakano (calciatore 2003)
Shin'ya Nakano (中野 伸哉?, Nakano Shin'ya; Saga, 17 agosto 2003) è un calciatore giapponese, difensore del Gamba Osaka e della nazionale Under-23 giapponese.

## Caratteristiche tecniche
Di piede mancino, è in grado di ricoprire tutte le posizioni della linea difensiva, anche se il suo ruolo preferito è quello di terzino sinistro.

## Carriera

### Club
Cresciuto nelle giovanili del Sagan Tosu, ha esordito in prima squadra il 1º agosto 2020, in occasione del match vinto 3-2 contro l'FC Tokyo. Il 6 aprile 2022 mette a segno la sua prima rete in carriera nella vittoria casalinga per 5-0 contro il Consadole Sapporo.
L'8 agosto 2023 viene annunciato il suo prestito al Gamba Osaka.

### Nazionale
Nakano ha rappresentato il Giappone a diversi livelli giovanili, giocando con le nazionali Under-19 e Under-23.

## Statistiche

### Presenze e reti nei club
Statistiche aggiornate all'8 dicembre 2024.
| Stagione           | Club               | Campionato         | Campionato | Campionato | Coppe nazionali | Coppe nazionali | Coppe nazionali | Coppe continentali | Coppe continentali | Coppe continentali | Altre coppe | Altre coppe | Altre coppe | Totale | Totale |
| Stagione           | Club               | Comp               | Pres       | Reti       | Comp            | Pres            | Reti            | Comp               | Pres               | Reti               | Comp        | Pres        | Reti        | Pres   | Reti   |
| ------------------ | ------------------ | ------------------ | ---------- | ---------- | --------------- | --------------- | --------------- | ------------------ | ------------------ | ------------------ | ----------- | ----------- | ----------- | ------ | ------ |
| 2020               | Sagan Tosu         | J1                 | 14         | 0          | CdL             | 1               | 0               | -                  | -                  | -                  | -           | -           | -           | 15     | 0      |
| 2021               | Sagan Tosu         | J1                 | 34         | 0          | CG+CdL          | 2+2             | 0               | -                  | -                  | -                  | -           | -           | -           | 38     | 0      |
| 2022               | Sagan Tosu         | J1                 | 19         | 1          | CG+CdL          | 2+6             | 0               | -                  | -                  | -                  | -           | -           | -           | 27     | 1      |
| gen.-lug. 2023     | Sagan Tosu         | J1                 | 4          | 0          | CG+CdL          | 2+3             | 0               | -                  | -                  | -                  | -           | -           | -           | 9      | 0      |
| Totale Sagan Tosu  | Totale Sagan Tosu  | Totale Sagan Tosu  | 71         | 1          |                 | 18              | 0               |                    | -                  | -                  |             | -           | -           | 89     | 1      |
| ago.-dic. 2023     | Gamba Osaka        | J1                 | 6          | 0          | CdL             | 0               | 0               | -                  | -                  | -                  | -           | -           | -           | 6      | 0      |
| 2024               | Gamba Osaka        | J1                 | 12         | 0          | CG+CdL          | 1+1             | 0               | -                  | -                  | -                  | -           | -           | -           | 14     | 0      |
| Totale Gamba Osaka | Totale Gamba Osaka | Totale Gamba Osaka | 18         | 0          |                 | 2               | 0               |                    | -                  | -                  |             | -           | -           | 20     | 0      |
| Totale carriera    | Totale carriera    | Totale carriera    | 89         | 1          |                 | 20              | 0               |                    | -                  | -                  |             | -           | -           | 109    | 1      |

### Cronologia presenze e reti in nazionale
| Cronologia completa delle presenze e delle reti in nazionale ― Giappone under 23 | Cronologia completa delle presenze e delle reti in nazionale ― Giappone under 23 | Cronologia completa delle presenze e delle reti in nazionale ― Giappone under 23 | Cronologia completa delle presenze e delle reti in nazionale ― Giappone under 23 | Cronologia completa delle presenze e delle reti in nazionale ― Giappone under 23 | Cronologia completa delle presenze e delle reti in nazionale ― Giappone under 23 | Cronologia completa delle presenze e delle reti in nazionale ― Giappone under 23 | Cronologia completa delle presenze e delle reti in nazionale ― Giappone under 23 |
| Data                                                                             | Città                                                                            | In casa                                                                          | Risultato                                                                        | Ospiti                                                                           | Competizione                                                                     | Reti                                                                             | Note                                                                             |
| -------------------------------------------------------------------------------- | -------------------------------------------------------------------------------- | -------------------------------------------------------------------------------- | -------------------------------------------------------------------------------- | -------------------------------------------------------------------------------- | -------------------------------------------------------------------------------- | -------------------------------------------------------------------------------- | -------------------------------------------------------------------------------- |
| 29-3-2021                                                                        | Kitakyūshū                                                                       | Giappone under 23                                                                | 3 – 0                                                                            | Argentina under 23                                                               | Amichevole                                                                       | -                                                                                | 89’                                                                              |
| 6-9-2023                                                                         | Al Muharraq                                                                      | Giappone under 23                                                                | 6 – 0                                                                            | Pakistan under 23                                                                | Qualificazioni Coppa d'Asia AFC Under-23 2024                                    | -                                                                                | 85’                                                                              |
| 9-9-2023                                                                         | Al Muharraq                                                                      | Palestina under 23                                                               | 0 – 1                                                                            | Giappone under 23                                                                | Qualificazioni Coppa d'Asia AFC Under-23 2024                                    | -                                                                                | 82’                                                                              |
| Totale                                                                           |                                                                                  | Presenze                                                                         | 3                                                                                |                                                                                  | Reti                                                                             | 0                                                                                |                                                                                  |

| Cronologia completa delle presenze e delle reti in nazionale ― Giappone under 20 | Cronologia completa delle presenze e delle reti in nazionale ― Giappone under 20 | Cronologia completa delle presenze e delle reti in nazionale ― Giappone under 20 | Cronologia completa delle presenze e delle reti in nazionale ― Giappone under 20 | Cronologia completa delle presenze e delle reti in nazionale ― Giappone under 20 | Cronologia completa delle presenze e delle reti in nazionale ― Giappone under 20 | Cronologia completa delle presenze e delle reti in nazionale ― Giappone under 20 | Cronologia completa delle presenze e delle reti in nazionale ― Giappone under 20 |
| Data                                                                             | Città                                                                            | In casa                                                                          | Risultato                                                                        | Ospiti                                                                           | Competizione                                                                     | Reti                                                                             | Note                                                                             |
| -------------------------------------------------------------------------------- | -------------------------------------------------------------------------------- | -------------------------------------------------------------------------------- | -------------------------------------------------------------------------------- | -------------------------------------------------------------------------------- | -------------------------------------------------------------------------------- | -------------------------------------------------------------------------------- | -------------------------------------------------------------------------------- |
| 31-5-2022                                                                        | Fos-sur-Mer                                                                      | Giappone under 20                                                                | 1 – 0                                                                            | Algeria under 20                                                                 | Torneo di Tolone 2022 - 1º turno                                                 | -                                                                                | cap.                                                                             |
| 3-6-2022                                                                         | Fos-sur-Mer                                                                      | Giappone under 20                                                                | 0 – 0 (0 – 3 dtr)                                                                | Comore under 20                                                                  | Torneo di Tolone 2022 - 1º turno                                                 | -                                                                                | cap. 57’                                                                         |
| 6-6-2022                                                                         | Fos-sur-Mer                                                                      | Giappone under 20                                                                | 1 – 2                                                                            | Colombia under 20                                                                | Torneo di Tolone 2022 - 1º turno                                                 | -                                                                                | cap. 46’                                                                         |
| 10-6-2022                                                                        | Mallemort                                                                        | Argentina under 20                                                               | 3 – 2                                                                            | Giappone under 20                                                                | Torneo di Tolone 2022 - Play-off 5º posto                                        | -                                                                                | 46’ 74’                                                                          |
| 12-9-2022                                                                        | Vientiane                                                                        | Laos under 20                                                                    | 0 – 4                                                                            | Giappone under 20                                                                | Qualificazioni Coppa d'Asia AFC Under-20 2023                                    | -                                                                                |                                                                                  |
| 16-9-2022                                                                        | Vientiane                                                                        | Palestina under 20                                                               | 0 – 8                                                                            | Giappone under 20                                                                | Qualificazioni Coppa d'Asia AFC Under-20 2023                                    | -                                                                                |                                                                                  |
| 18-9-2022                                                                        | Vientiane                                                                        | Giappone under 20                                                                | 1 – 0                                                                            | Yemen under 20                                                                   | Qualificazioni Coppa d'Asia AFC Under-20 2023                                    | -                                                                                |                                                                                  |
| 17-11-2022                                                                       | San Pedro del Pinatar                                                            | Giappone under 20                                                                | 3 – 2                                                                            | Slovacchia under 20                                                              | Amichevole                                                                       | -                                                                                | 62’                                                                              |
| 19-11-2022                                                                       | San Pedro del Pinatar                                                            | Spagna under 20                                                                  | 0 – 1                                                                            | Giappone under 20                                                                | Amichevole                                                                       | -                                                                                | 46’                                                                              |
| 21-11-2022                                                                       | San Pedro del Pinatar                                                            | Giappone under 20                                                                | 1 – 2                                                                            | Francia under 20                                                                 | Amichevole                                                                       | -                                                                                |                                                                                  |
| Totale                                                                           |                                                                                  | Presenze                                                                         | 10                                                                               |                                                                                  | Reti                                                                             | 0                                                                                |                                                                                  |